# Watsonia pillansii
Watsonia pillansii är en irisväxtart som beskrevs av Harriet Margaret Louisa Bolus. Watsonia pillansii ingår i släktet Watsonia och familjen irisväxter. Inga underarter finns listade i Catalogue of Life.

## Bildgalleri

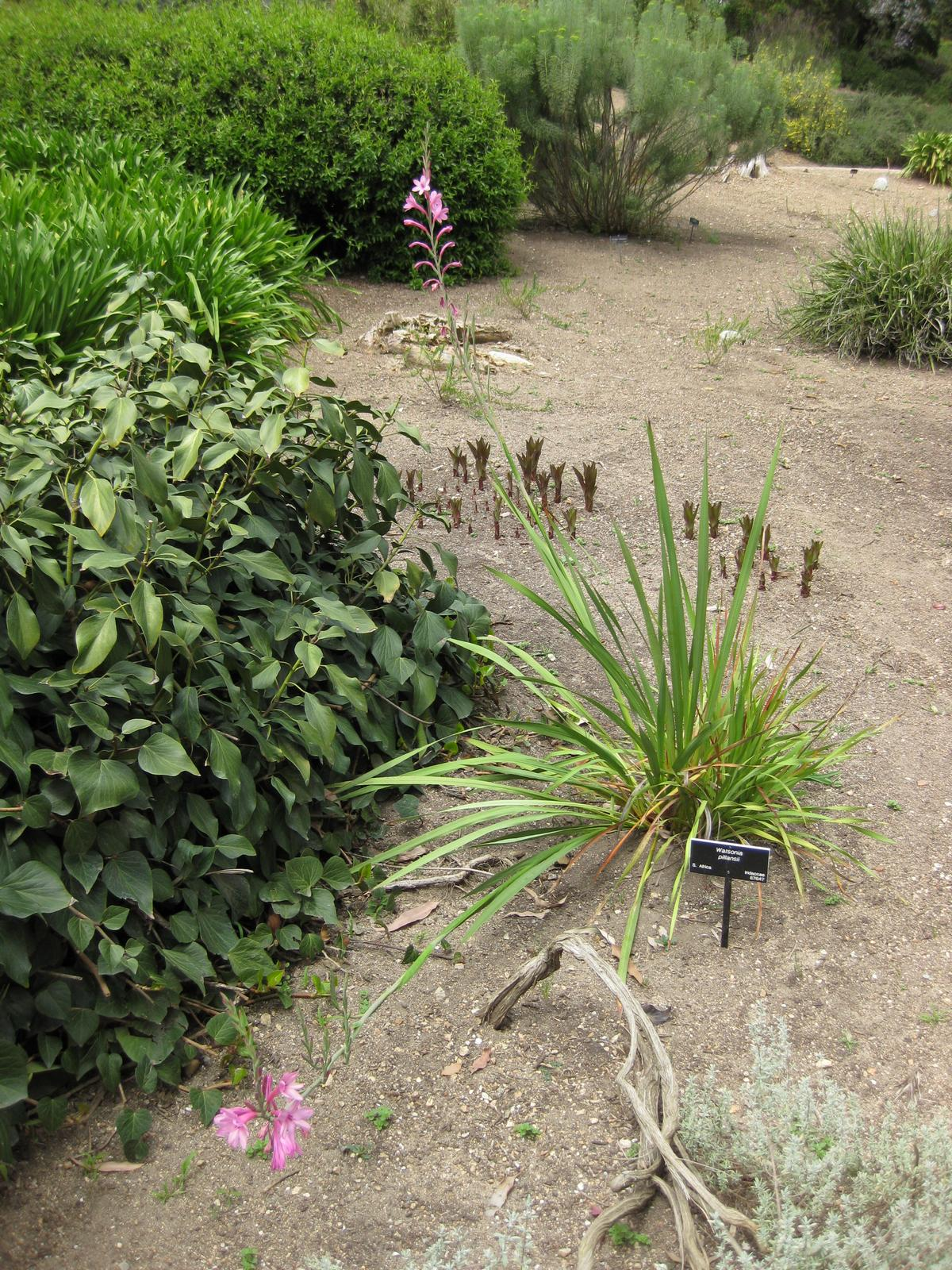
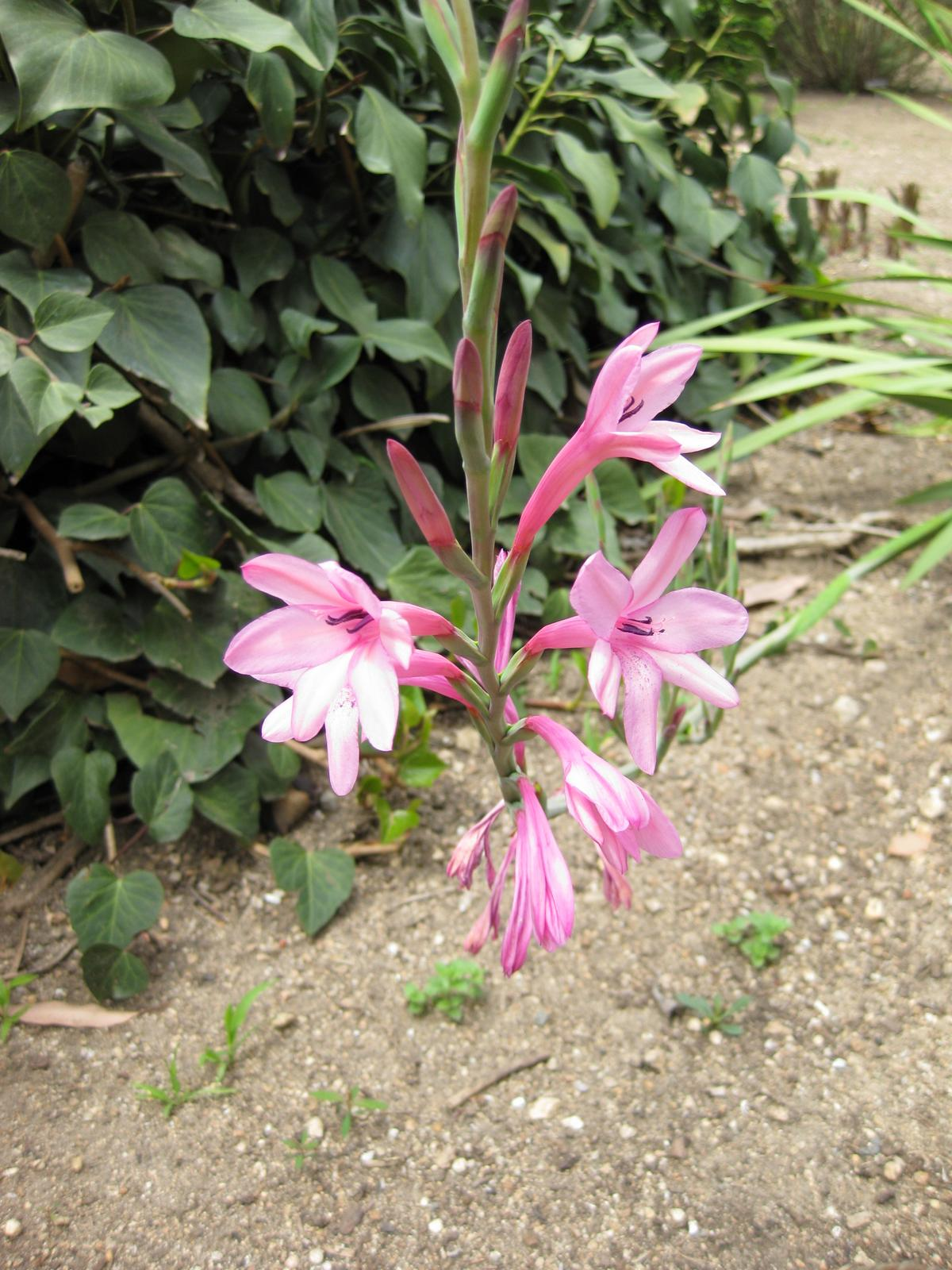
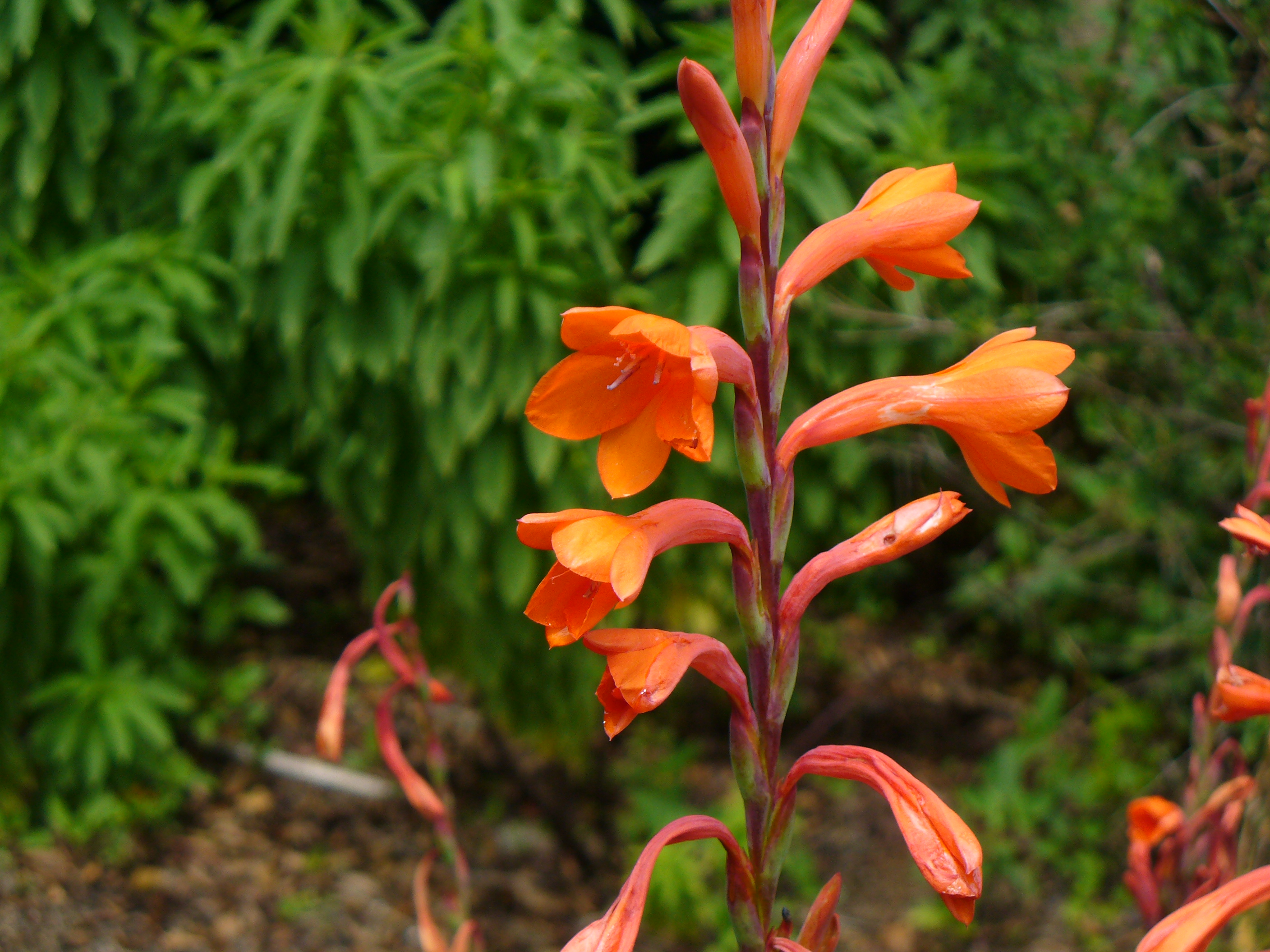
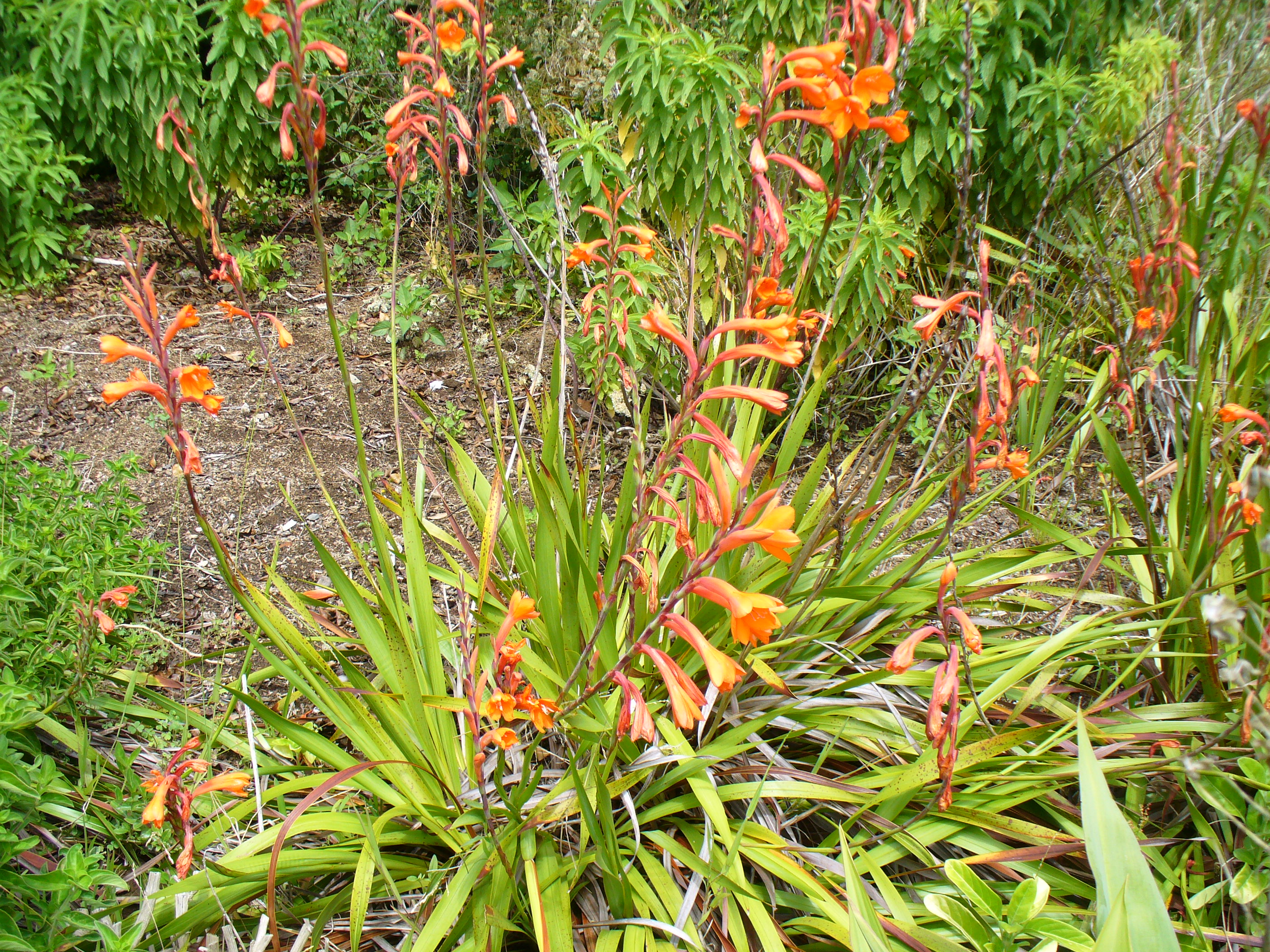